# Ga Siam BTS
Ga Siam (tiếng Thái: สถานีสยาม, RTGS: Sathani Sayam, phát âm [sā.tʰǎː.nīː sā.jǎːm]) là một ga chuyển đổi của BTS Skytrain ở quận Pathum Wan, Bangkok, Thái Lan. Nó là nhà ga lớn nhất và bận rộn nhất với 40.000–50.000 hành khách mỗi ngày, nơi mà hành khách trên tuyến Sukhumvit và Silom trung chuyển.

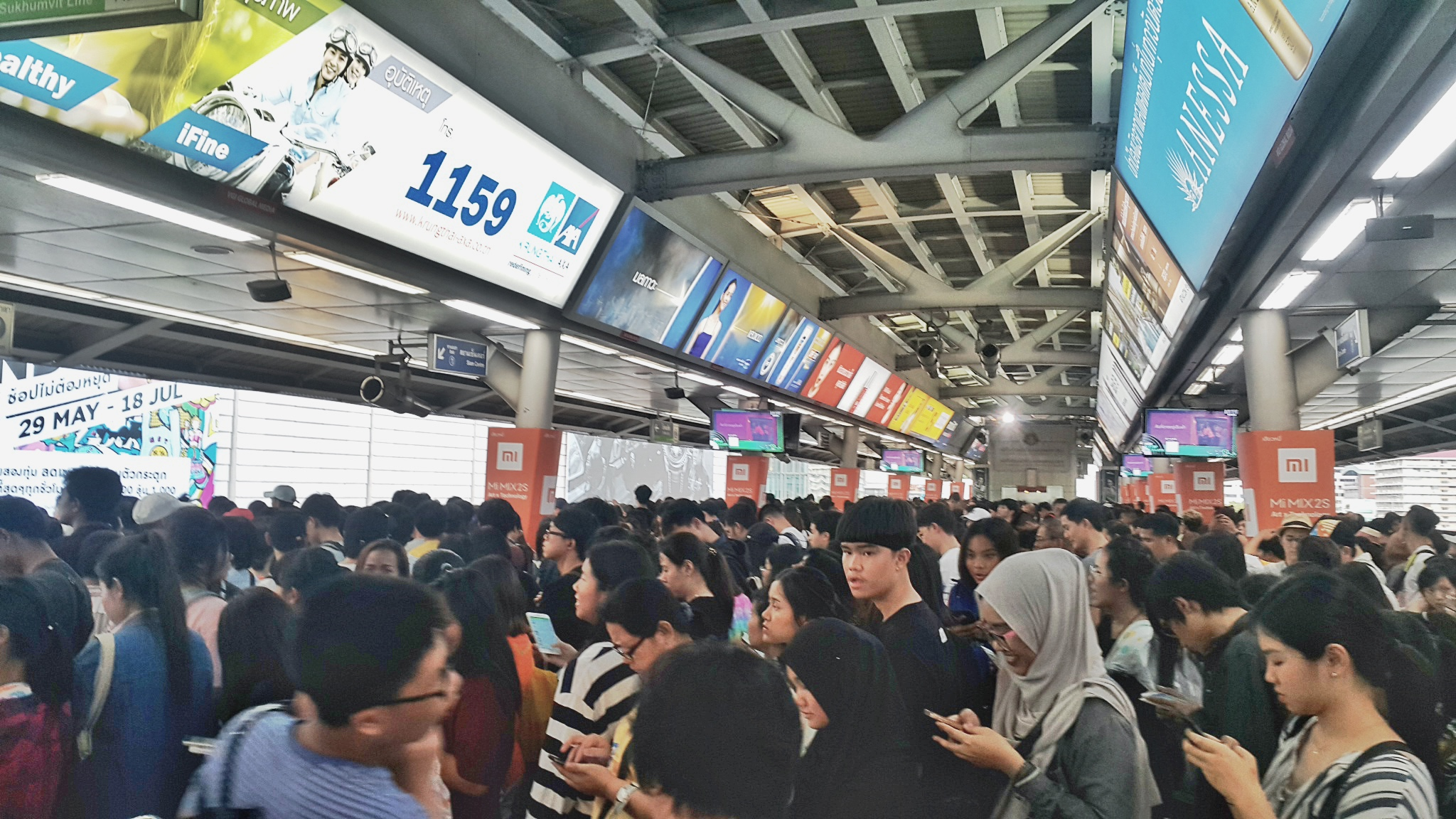
Hình ảnh Ga Siam BTS nhộn nhịp giờ cao điểm tại Bangkok, Thái Lan

## Tổng quan
Ga Siam là một trong hai ga BTS sử dụng ke ga, nhà ga còn lại là Samrong. Tại Siam, ke ga dùng để chuyển đổi giữa các tuyến. Tầng trên cho phép chuyển tuyến đi đến Wat Phra Sri Mahathat và sân vận động quốc gia. Tầng dưới cho phép chuyển tuyến đi đến Bang Wa và Kheha.
Nhà ga nằm tại Đường Rama I theo hướng Tây cùa giao lộ Pathum Wan trung tâm của khu vực Siam. Nhà ga liên kết với cầu đường bộ dẫn đến Siam Square One, Siam Paragon, Siam Center và Centerpoint của trung tâm thương mại Siam Square. Nó còn nằm liền kề với Quảng trường Siam. Ngoài ra, cầu bộ hành trên cao (gọi là Sky Walk) kết nối ga Siam với Central World Plaza, giao lộ Ratchaprasong và Chit Lom station.

## Bố trí ga
| Tầng 4 Ke ga       | Tầng 2                                                         | Tuyến Sukhumvit hướng đi Khu Khot |
| Tầng 4 Ke ga       | Ke ga, cửa sẽ mở ra hướng bên trái cửa sẽ mở ra hướng bên phải | |
| Tầng 4 Ke ga       | Ke ga 4                                                        | Tuyến Silom hướng đi sân vận động quốc gia |
| Tầng 3 Ke ga       | Ke ga 1                                                        | Tuyến Sukhumvit hướng đi Kheha |
| Tầng 3 Ke ga       | Ke ga, cửa sẽ mở ra hướng bên phải cửa sẽ mở ra hướng bên trái | |
| Tầng 3 Ke ga       | Ke ga 3                                                        | Tuyến Silom hướng đi Bang Wa |
| Tầng 2 Bán vé      | tầng bán vé                                                    | Lối thoát 1-6, BTS Trung tâm dịch vụ lữ hành và du lịch Bán vé, máy bán vé tự động, cửa hàng Siam Paragon, Siam Center, Siam Square Day, CentralWorld - Royal Sky Walk                               |
| Tầng trệt đường đi | -                                                              | Trạm xe buýt, Quảng trường Siam Scala Cinema, Khách sạn Novotel, Wat Pathum Wanaram, Cảnh sát Hoàng gia Thái Bệnh viện đa khoa Cảnh Sát, Khoa khoa học dược phẩm, Khoa Dược và Đại học Chulalongkorn |

## Xe buýt kết nối
BMTA BUS
- 15: Depot Kanlapaphruek – Bang Lamphu
- 16: Depot Kamphaengphet - Mochit 2 – Đường Surawong
- 21: Wat Khu Sang – Đại học Chulalongkorn
- 25: Pak Nam – Sanam Luang
- 54: Depot Rama 9 - Huai Khwang (tuyến vòng)
- 73: Depot công viên Siam – Cầu tưởng niệm
- 79: Depot Borommaratchachonnani – Ratchaprasong
- 141: Depot Samae Dam – Đại học Chulalongkorn
- 204: Huai Khwang – Tượng đài chiến thắng - bến phà Ratchawong (Ordinary Bus)
- 204: Huai Khwang – Din Daeng - bến phà Ratchawong (xe buýt máy lạnh)
- 501: Min Buri – Hua Lamphong
- 508: Pak Nam – Tha Raj Woradij

Smart BUS
- 40: Lam Sali - Bến xe miền Nam (Pinklao)
- 48: Đại học Ramkhamhaeng khuôn viên Bangna - Wat Pho

CU POP BUS
- 1: Sala Phrakiao - BTS Siam (tuyến vòng)
- 4: Sala Phrakiao - BTS Siam - Khoa giáo dục

## Địa điểm xung quanh
- Quảng trường Siam
- Scala Cinema
- Đại học Chulalongkorn[1]
- Wat Pathum Wanaram
- Cảnh sát Hoàng gia Thái
- Police General Hospital

### Trung tâm mua sắm
- Siam Center
- Siam Discovery
- Siam Paragon
- CentralWorld

### Khách sạn
- Centara Grand and Bangkok Convention Centre
- Novotel Siam Square Hotel
- Siam Kempinski Hotel Bangkok
- Chatrium Hotel Grand Siam Bangkok